# Włodzimierz Wnuk
Włodzimierz Wnuk (ur. 15 maja 1915 w Zakopanem, zm. 7 września 1992 w Krakowie) – polski pisarz i publicysta.

## Życiorys
Syn Jana i Józefy z Krzeptowskich, prawnuk brata Sabały, brat Mieczysława Wnuka, ojciec Joanny Wnuk-Nazarowej, dyrygentki i byłej minister kultury, oraz Witolda Wnuka, twórcy Letniego Festiwalu Jazzowego w Piwnicy pod Baranami.
Ukończył studia na Wydziale Prawa oraz filozofię na Uniwersytecie Poznańskim. W latach 1939–1941 więziony w niemieckich obozach koncentracyjnych (Stutthof, Sachsenhausen i Mauthausen-Gusen). Od roku 1943 przebywał w Warszawie: był żołnierzem podziemnej Armii Krajowej, a w roku 1944 wziął udział w powstaniu warszawskim. Od roku 1953 mieszkał w Krakowie. W tym czasie był działaczem Związku Podhalan, a w latach 1973–1979 był też redaktorem naczelnym Podhalanki. Dziennikarz i redaktor Instytutu Wydawniczego PAX. Związany z „Tygodnikiem Powszechnym”, w latach 70. i 80. publikował też m.in. w zakopiańskim "Podtatrzu", a w latach 1990–1992 również w miesięczniku "Hale i Dziedziny". W swoim pisarstwie najczęściej zajmował się historią Podhala i ruchu regionalnego. W 1990 r. otrzymał za całokształt twórczości Literacką Nagrodę Zakopanego. Pochowany został na Cmentarzu Zasłużonych na Pęksowym Brzyzku w Zakopanem (sektor L-II-24).

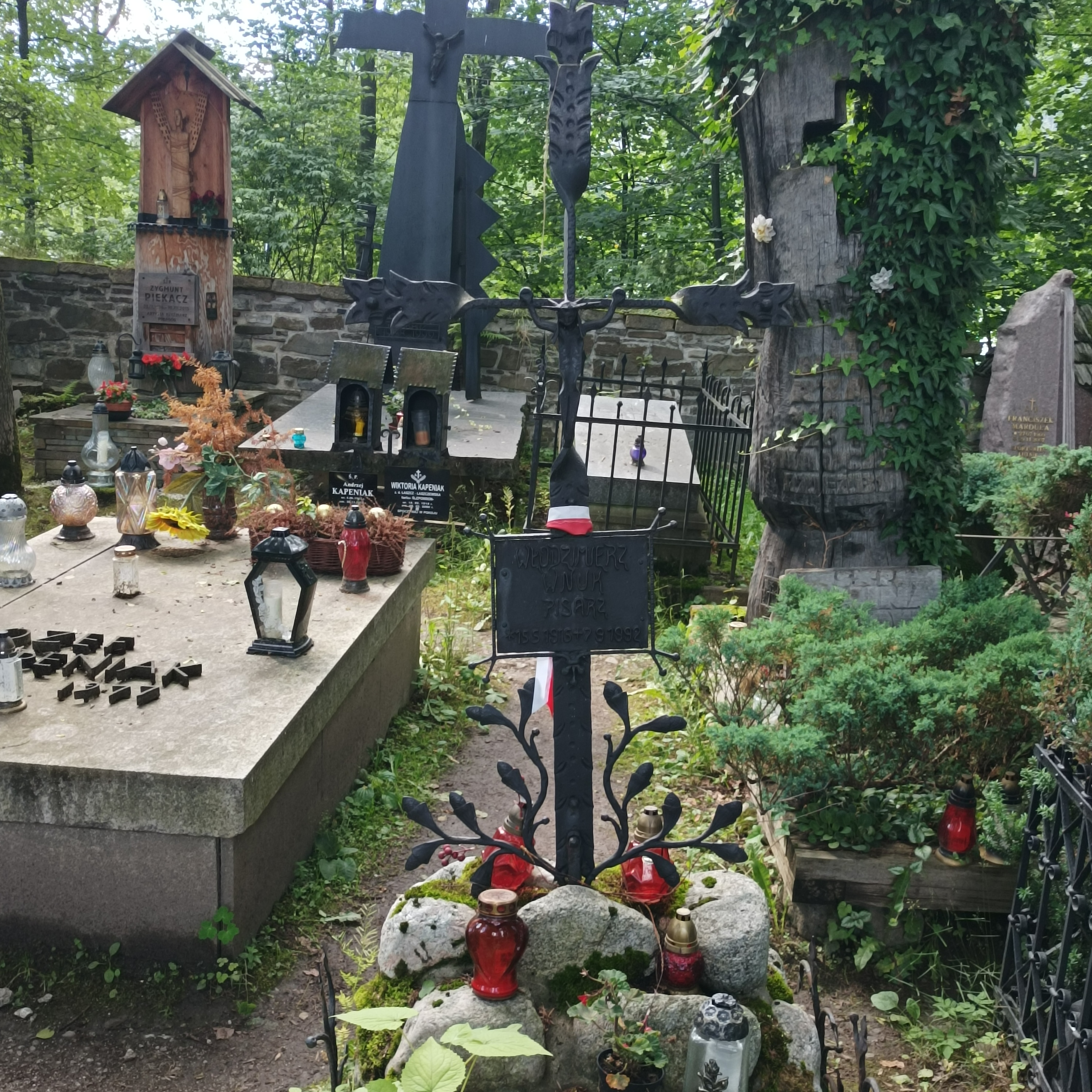
Grób Włodzimierza Wnuka na Cmentarzu Zasłużonych na Pęksowym Brzyzku

## Twórczość
- Z pierwszej linii frontu
- Obóz kwarantanny
- Byłem z wami
- Walka podziemna na szczytach (o podkarpackim ruchu oporu)
- Górale za wielką wodą
- Ku Tatrom
- Moje Podhale
- Na góralską nutę
- Obrazki zakopiańskie
- Szarotki rosną w Chicago
- Walka podziemia na szczytach
- Wiosna nad Motławą
- Związki klubów małopolskich w Ameryce
- Gawędy skalnego Podhala (antologia)